# 해동문화재연구원
해동문화재연구원은 문화유산의 보존, 보호, 조사, 관리 및 그에 관한 연구를 통해 민족문화의 우수성을 선양하고 문화산업 발전과 새로운 문화창조에 기여함을 목적으로 2008년 12월 29일 설립된 문화체육관광부 소관의 재단법인이다. 사무실은 경상남도 창원시 성산구 삼정자로51번길 3, 502호, 503호, 504호 (성주동)에 있다.

## 주요 사업
- 문화유산의 보호, 관리. 선양운동 전개
- 문화유산의 보수, 복원, 보존, 연구활동, 자료발간
- 문화유산의 지표조사, 발굴조사, 자료정리, 수장, 전시 활동
- 문화유산의 발굴, 복원, 보존 기술의 연구와 개발
- 문화유산의 발굴과 보존관련 전문인력의 양성과 사화교육, 봉사활동
- 문화유산에 관련된 문화컨텐츠의 연구, 개발 및 서비스
- 문화유산 연구자 및 보존과학자와의 국제교류와 공동연구, 번역, 출판